# Олд Комптон стріт

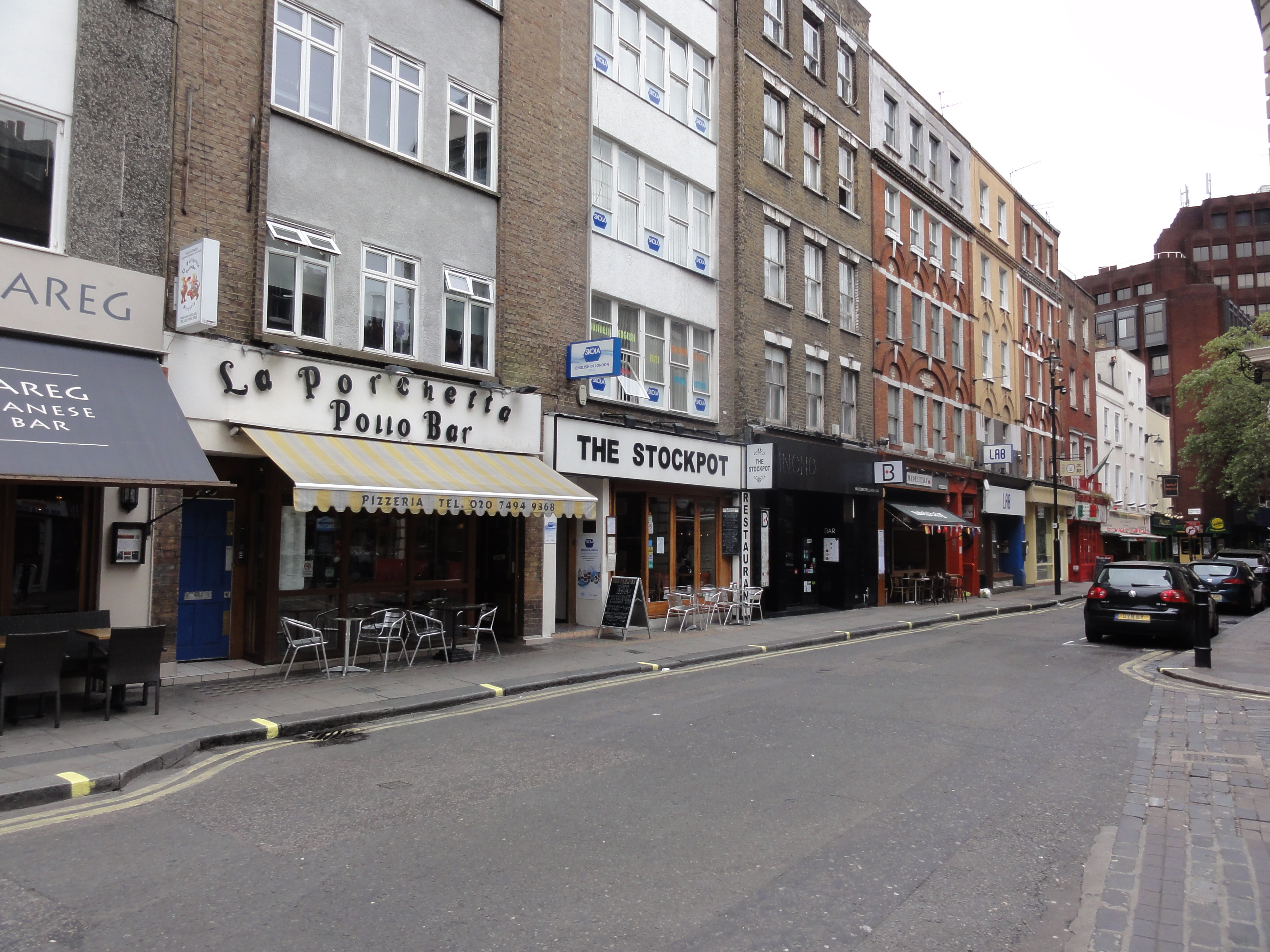
Східний кінець Олд Комптон стріт

Олд Комптон стріт — вулиця, яка пролягає зі сходу на захід через Сохо до Вест-Енду Лондона.

## Історія

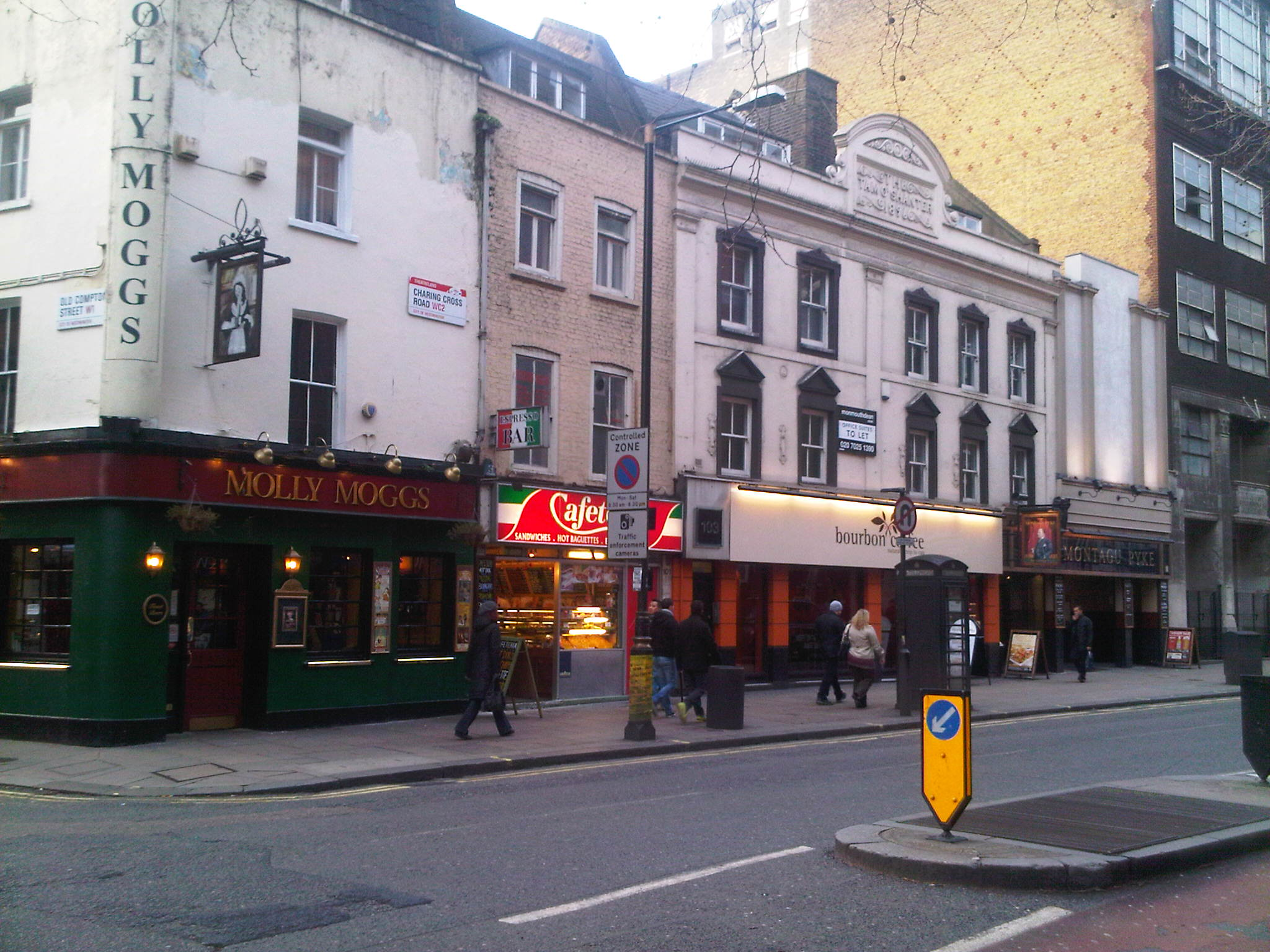
Чарінг Кросс роуд на перехресті з Олд Комптон стріт, з транспортним острівцем і ґратами, через які видно знак Літл-Комптон-стріт

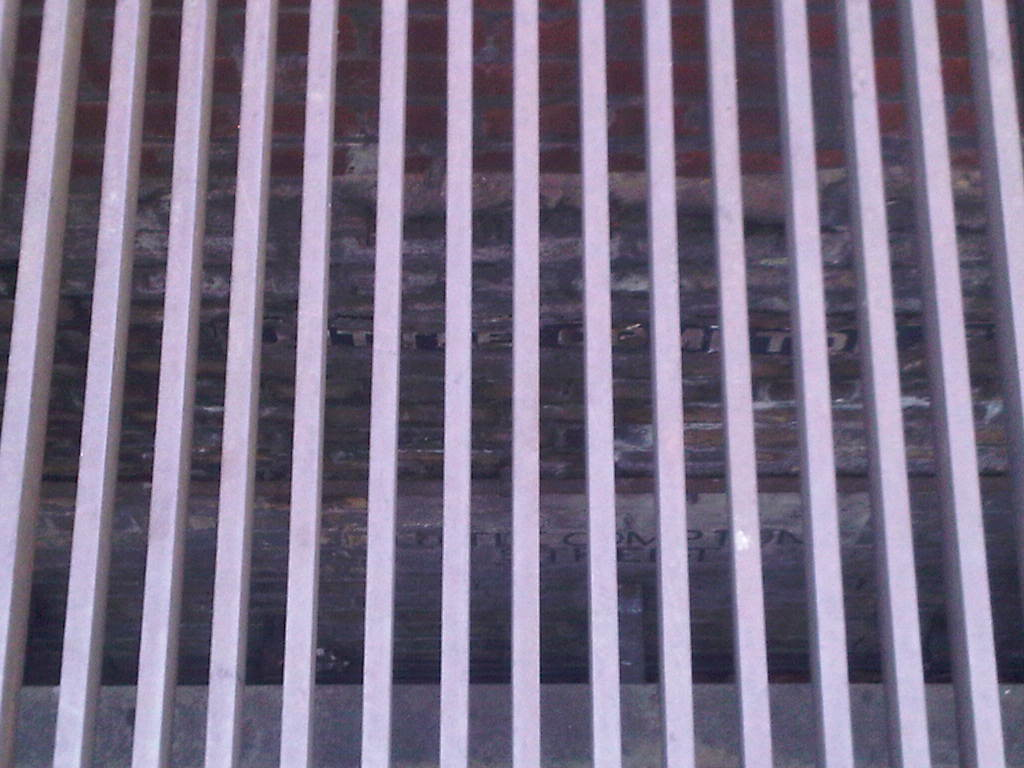
Знак Літл Комптон стріт, який видно в підсобному підвалі

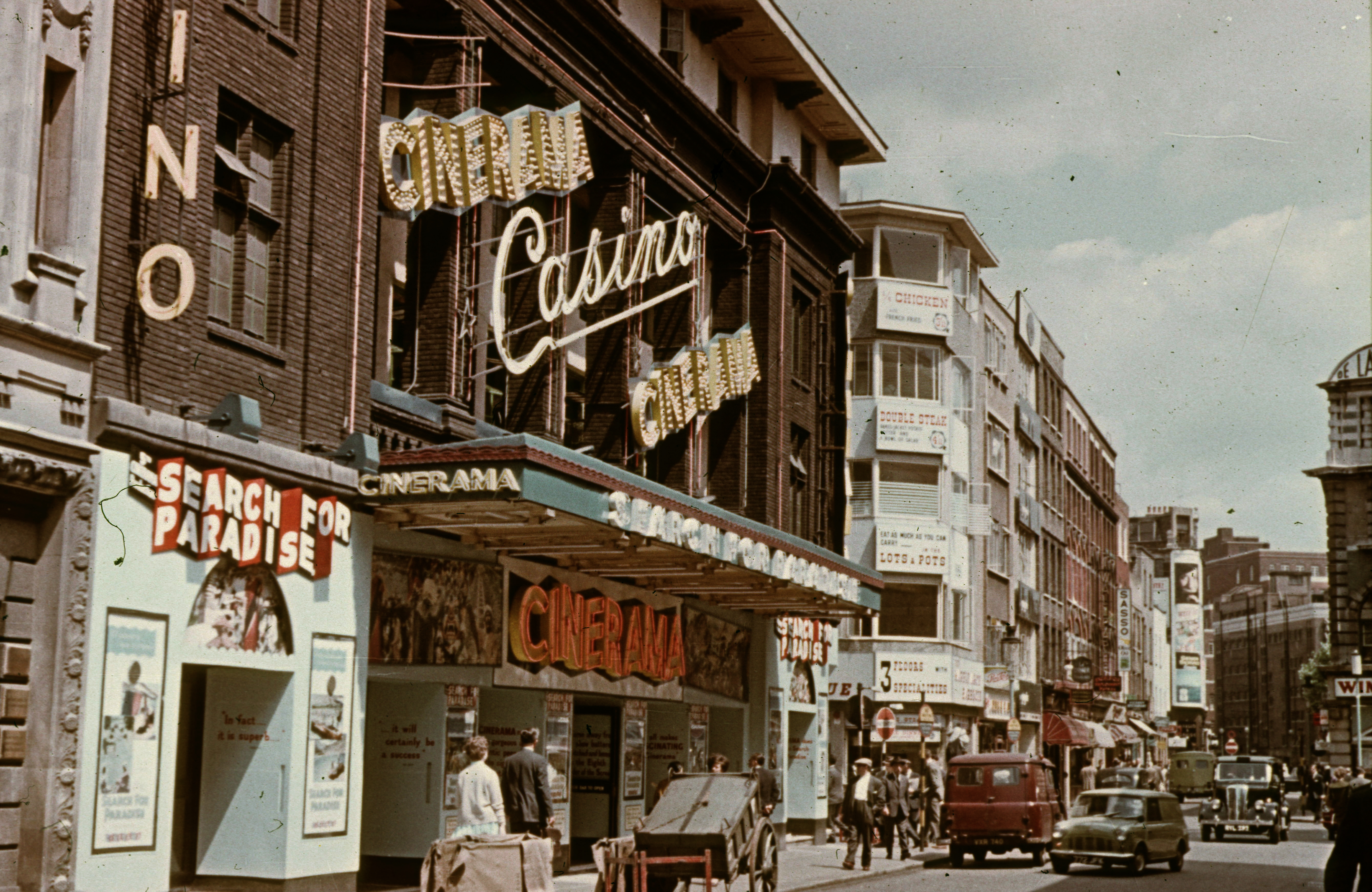
Вулиця в 1960 році, на якій зображено театр принца Едварда, коли він ще був відомий як Casino Cinema

Вулиця була названа на честь Генрі Комптона, який збирав кошти для місцевої парафіяльної церкви, яку згодом освятили як церкву Святої Анни в 1686 році. Район і зокрема вулиця, стали домом для гугенотів, французьких біженців-протестантів, яким у 1681 році Карл II надав притулок в Англії.
Раніше вулиця була відома як Комптон-стріт, поки не була перейменована на Олд-Комптон-стріт в 1896 році. Наприкінці вісімнадцятого століття і до моменту перейменування східний кінець вулиці між Грік стріт та Чарінг-Крос роуд (у той час Краун-стріт) був відомий як Літл Комптон стріт. Дорожній знак Літтл Комптон стріт залишається на стіні комунального підвалу, що пролягає під Чарінг-Крос роуд, його і сьогодні видно крізь вуличну решітку на острівці руху.
До кінця XVIII століття багато будинків ще були без торговельних вітрин.[джерело?] Торговий довідник 1818 року показує, що підприємства, які займали приміщення на вулиці, включали кілька виробників годинників, продавця книг, виробника солом'яних капелюхів, хірурга та акушера, трунаря, виробника математичних інструментів, склад постільної білизни, кілька бакалійних магазинів і дві краминчки з «раритетами».
Кількість вихідців з-за кордону продовжувала зростати, і вулиця стала місцем зустрічі емігрантів, особливо з Франції: після придушення Паризької комуни поети Артюр Рембо та Поль Верлен були частими відвідувачами місцевих барів. Ріхард Вагнер також проводив час, живучи на вулиці: загалом вона стала домом для художників, філософів, представників богеми та композиторів. В 1887 році алжирець М. Сіарі заснував Algerian Coffee Stores в будинку під номером 52, а магазин досі відомий як один із найкращих у світі постачальників чаю та кави, і залишається одним із найстаріших магазинів на вулиці.
Радикальні та мистецькі традиції охопили вулицю після Другої світової війни, її відвідували комуністи, прото-Бітники та екзистенціалісти, вулиця стала центром сучасного та традиційного джазу.
З 1956 по 1970 рік в пудинку під номером 59 розташовувалася кав'ярня «2і». Багато відомих поп-музикантів 1960-х років грали в його тісному приміщені.

## Сьогодення

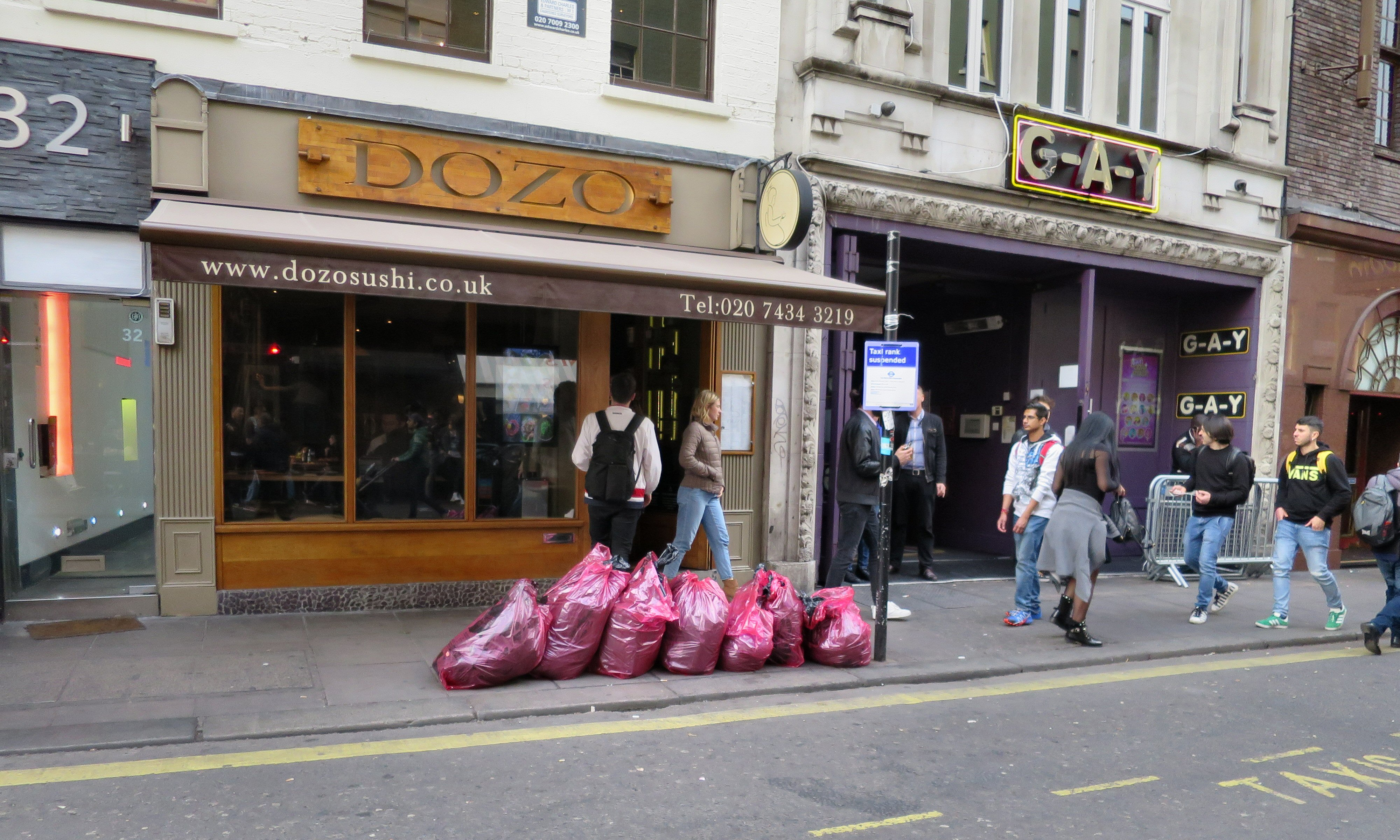
Частина північної сторони Олд Комптон стріт в 2019 році, номери 32 і 30 займає – бар G-A-Y

З 1970-х років вулиця стає центром лондонської спільноти лесбійок, геїв, бісексуалів і трансгендерів. Розташовано кілька гей-барів, гей-френдлі ресторанів, кав'ярні та спеціалізовані гей-магазини. Проект створення пішохідної зони виявився непопулярним серед місцевих торговців і був скасований, вулиця закрита для руху транспортних засобів через Сохо прайд (англ. Soho Pride) одні вихідні щороку, зазвичай наприкінці літа. На східному кінці вулиці розташований театр принца Едварда. До 2004 року в театрі показували щорічну постановку «Mamma Mia!», мюзикл на основі пісень групи ABBA. Коли мюзикл Mamma Mia! переїхав до більшого театру в іншій частині Вест-Енду, замість нього переїхала вистава «Мері Поппінс», яка закрилася в 2008 році. Пізніше театр став домом для G-A-Yto Aladdin. На північному кінці Олд Комптон стріт живе лондонський продюсер і режисер Адам Спредбері-Магер.

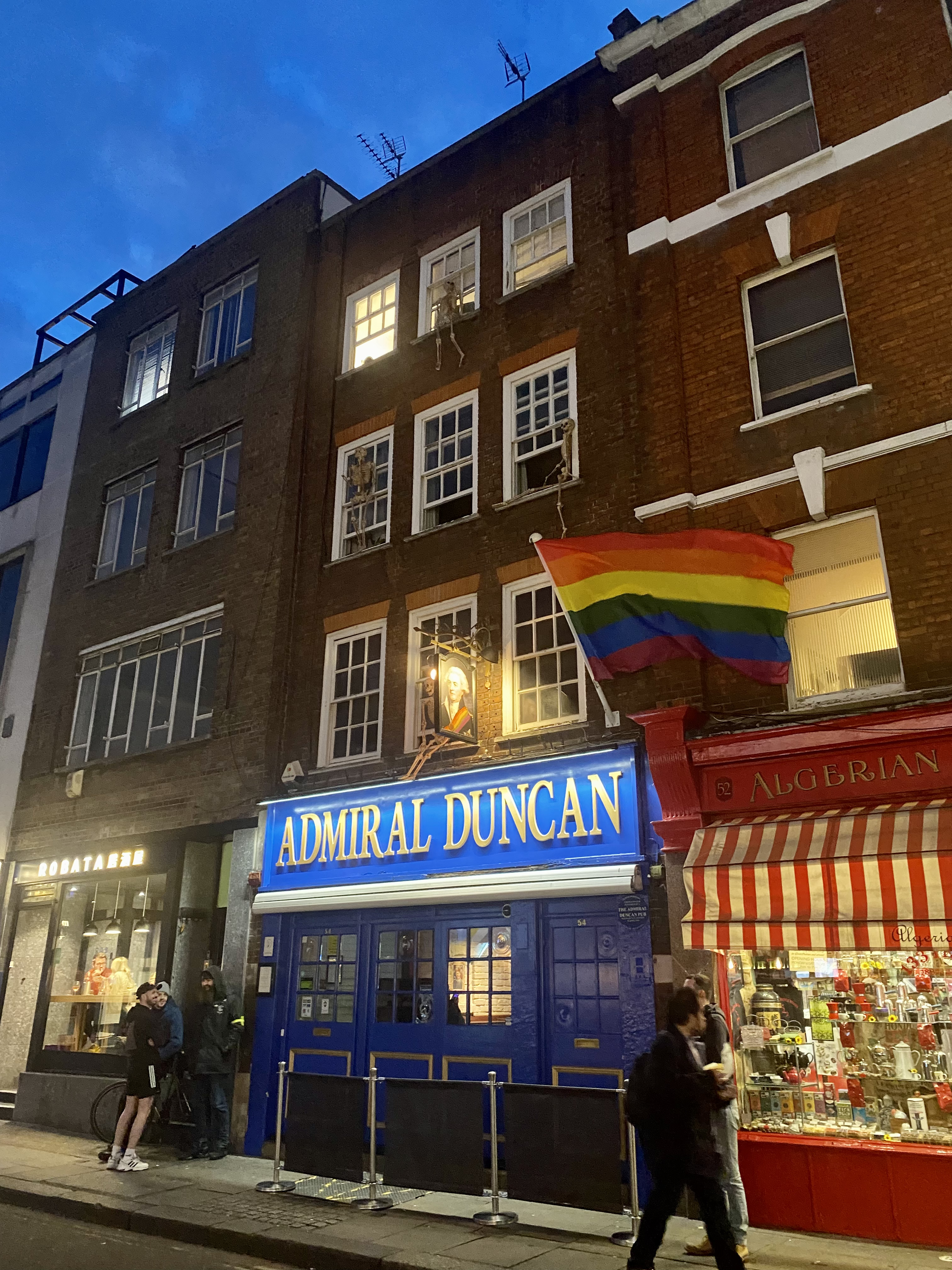
Паб «Адмірал Дункан», 2021 рік

В 1999 році в пабі «Адмірал Дункан», відомому гей-закладі, терористи підірвали бомбу нашпиговану цвяхами, у результаті чого загинуло троє людей і більше десятка було поранено. Неонацист Девід Коупленд згодом був визнаний винним у теракті (який мав на меті поранення членів гей-спільноти). Раніше оформлений у нейтральних кольорах, «Адмірал Дункан» був знову відкритий після нападу з яскравим рожево-фіолетовим зовнішнім виглядом із великим веселковим прапором, що майорить на вулиці як символ гей-прайду. Прапор залишається там досі, хоча це суперечить законам Вестмінстерської міської ради про дозвіл на планування.
Вздовж вулиці розташовані інші гей-бари, зокрема Comptons of Soho та G-A-Y. Також на вулиці є різноманітні кафе, чайні кімнати (включаючи оригінальну філію мережі Patisserie Valerie), ресторани (включаючи Bincho, якіторі та Balans, (який, що незвично для Великобританії, відкритий 24 години на добу) також спеціалізовані секс-шопи.